# Un uomo innamorato
Un uomo innamorato è un film del 1987 diretto da Diane Kurys.
È stato presentato in concorso al 40º Festival di Cannes.

## Trama
Steve Elliott è un famoso attore del cinema americano, venuto a girare un film in Italia, a Cinecittà, quando si innamora della sua giovane compagna di lavoro francese, Jane Steiner. È sposato e padre di due figli, e la sua ardente relazione sconvolge le riprese e mette in discussione tutte le certezze sullo schermo e nella vita.